# Szent Mihály és Gábriel arkangyalok fatemplom (Runk)
A runki Szent Mihály és Gábriel arkangyalok fatemplom műemlékké nyilvánított épület Romániában, Beszterce-Naszód megyében. A romániai műemlékek jegyzékében a  BN-II-m-A-01691 sorszámon szerepel.